# Мильейрош-де-Пояреш
Мильейрош-де-Пояреш (порт. Milheirós de Poiares) — район (фрегезия) в Португалии, входит в округ Авейру. Является составной частью муниципалитета Санта-Мария-да-Фейра. Находится в составе крупной городской агломерации Большой Порту. По старому административному делению входил в провинцию Дору-Литорал. Входит в экономико-статистический субрегион Энтре-Доуру-и-Воуга, который входит в Северный регион. Население составляет 3859 человек. Занимает площадь 8,93 км².